# Дневник
Вижте пояснителната страница за други значения на Дневник.
Дневникът представлява съвкупност от фрагментарни записки, в които ежедневно се отразяват наблюдения, преживявания, размисли и др., свързани с личния или обществения живот. Обикновено дневникът е в ръкописен формат, а записките са подредени по хронологичен принцип.
В областта на литературата, дневникът е мемоарна литературна творба, в която фактите се представят от името на главния герой, който обикновено е идентичен с автора. По своята същност, дневникът е близък до мемоарите и автобиографиите.

## Представители на жанра
- Самюъл Пийпс е автор на дневник, описващ ежедневието на лондончани от периода на Реставрацията. Дневникък си, Пийпс води в периода между 1660 г. и 1669 г. и пресъздава както всеобщи бедствия като голямата чумна епидемия в Лондон от 1665 и големият лондонски пожар от 1666 г., военни сражения (Втората англо-холандска война 1665 – 1667), политически сътресения и придворни дрязги, а също и подробности от собствения си бит, трапеза, любовни връзки и т.н. Неговият дневник бил зашифрован по системата на Томас Шелтън по политически и семейни съображения и се е съхранявал в библиотеката на Модлин колидж до началото на 19 век, когато е разшифрован от Джон Смит. Издаден е за първи път през 1825 г.
- Английската писателка Фани Бърни също е авторка на няколко тома дневници. Те са публикувани посмъртно през 1841 г. и представят подробна картина на живота и ролята на жената през 18 век[1].
- Че Гевара също води свой дневник, който документира събитията на партизанската кампания в Боливия от първото влизане на 7 ноември 1966 г. Последната дата в дневника е 7 октомврид 1967 г., един ден преди залавянето му.

## Видове дневници
Съществуват разнообразни видове дневници, някои от които са:
- Литературен (писателски) дневник
- Читателски дневник
- Личен дневник
- Делови дневник
- Дневник на пътешественика и др.
- Електронен дневник – училищен